# Reino de Thonburi
El reino de Thonburi, también conocido en tailandés como ธนบุรี era un reino siamés después de la caída del Reino de Ayutthaya por el invasor  Konbaung Burmese. El reino fue fundado por el rey  Taksin el Grande, que trasladó la capital a Thonburi. El reino de Thonburi existió desde 1767 hasta 1782. En 1782, el rey  Rama I el Grande fundó el Reino de Rattanakosin y reubicó la capital en Bangkok, al otro lado del río Chao Phraya, lo que puso fin al reino Thonburi. La ciudad de Thonburi siguió siendo una ciudad y provincia independientes hasta que se fusionó en Bangkok en 1971.

## Restablecimiento de la autoridad siamesa
En 1767, después de dominar el sudeste asiático durante casi 400 años, el Reino  de Ayutthaya fue destruido. El palacio real y la ciudad fueron quemados hasta los cimientos. El territorio fue ocupado por el ejército  birmano y los líderes locales se declararon señores, incluyendo a los señores de Sakwangburi, Pimai, Chanthaburi y  Nakhon Si Thammarat. Chao Tak, un noble de ascendencia china y un líder militar capaz, procedió a convertirse en un señor por derecho de conquista, comenzando con el legendario saco de Chanthaburi. Basado en Chanthaburi, Chao Tak reunió tropas y recursos, y envió una flota al Chao Phraya para tomar el fuerte de Thonburi. En el mismo año, Chao Tak pudo retomar Ayutthaya de los birmanos sólo siete meses después de la caída de la ciudad.
Sobre la independencia siamesa, Hsinbyushin de Birmania ordenó al gobernante de Tavoy invadir Siam. Los ejércitos birmanos llegaron a través de Sai Yok y asediaron el campo de Bang Kung,  el campamento para las tropas chinas de Taksin, en la moderna provincia de Samut Songkhram. Taksin envió apresuradamente a uno de sus generales Boonma para comandar la flota a Bang Kung para aliviar el asedio. Los ejércitos siameses rodearon el asedio birmano y los derrotaron.
Ayutthaya, el centro de la autoridad siamesa durante cientos de años, estaba tan devastado que no podía ser utilizado como centro gubernamental. Tak fundó la nueva ciudad de Thonburi Sri Mahasamut en la orilla oeste del río Chao Phraya. La construcción tuvo lugar durante aproximadamente un año y Tak se coronó a sí mismo a finales de 1768 como Rey Sanpet, pero la gente lo conocía como Rey Taksin, una combinación de su título y nombre personal. Taksin se coronó a sí mismo como Rey de Ayutthaya para significar la continuación de las antiguas glorias.

## Reunificación y expansión

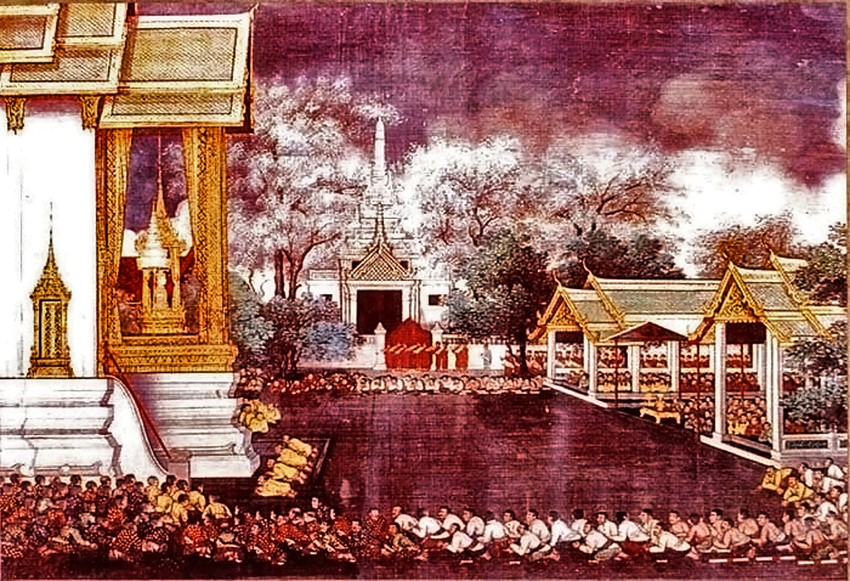
Coronación de Taksin en Thonburi (Bangkok) el 28 de diciembre al 1768

Mapa histórico de Thonburi en el río Chao Phraya

Todavía había señores de la guerra locales luchando por Siam. Taksin marchó primero en 1768 a Pitsanulok para subyugar al Señor de Pitsanulok que gobernaba en la cuenca superior de Chao Phraya. Taksin resultó herido durante la campaña y tuvo que retirarse. La guerra debilitó a Pitsanulok y luego fue subyugada por el Señor de Sakwangburi. El mismo año Taksin envió a Thong Duang y a Boonma para doblegar al príncipe Theppipit, el gobernante de Phimai al norte de Nakhon Ratchasima en Khorat Plateau. El príncipe era hijo de Borommakot y fue derrotado por los ejércitos de Thonburi. Theppipit huyó a Vientiene pero fue capturado y luego ejecutado.
En 1769, Taksin envió a Phraya Chakri al sur para subyugar al Señor de Nakorn Si Thammarat. El señor huyó a Pattani pero fue devuelto a Taksin, quien lo reinstaló como gobernante de Nakorn Si Thammarat bajo el gobierno de Taksin.
El príncipe Ang Non de Camboya huyó a Thonburi en 1769 después de sus conflictos con el rey Narairaja para obtener apoyo siamés. Taksin aprovechó entonces esta oportunidad para pedir un afluente de Camboya, lo que Narairaja rechazó. Taksin envió a Phraya Abhay Ronnarit y a Phraya Anuchit Racha para subyugar a Camboya, tomando Siemreap y Battambang. Pero la ausencia de Taksin de la capital, en guerras con Nakorn Si Thammarat, sacudió la estabilidad política y los dos generales decidieron retirarse a Thonburi.
Para entonces, el único rival de la autoridad de Thonburi era el señorío de Sakwangburi dirigido por el poderoso monje Chao Phra Faang. El dominio de Chao Phra Faang abarcaba los territorios más septentrionales que limitaban con [[Lanna] a Nakhon Sawan al sur como resultado de la anexión del señorío de Pitsanulok en 1768. En 1770, Chao Phra Faang envió refuerzos hacia el sur, llegando hasta Chainat. Taksin percibió esta acción como una amenaza y decidió invadir Sakwangburi de antemano. La flota real marchó río arriba por el río Chao Phraya y tomó Pitsanulok con facilidad. Taksin entonces dividió los ejércitos en el ala oriental dirigida por Boonma y la occidental dirigida por Phraya Pichai para unirse en Sakwangburi. Sakwangburi cayó rápidamente después de tres días y Chao Phra Faang se perdió.
Taksin se quedó en Pitsanulok para supervisar el censo y el gravamen de la población del norte. Nombró a Boonma a Chao Phraya Surasi como gobernador de Pitsanulok y de todas las ciudades del norte y a Phraya Abhay Ronnarit a Chao Phraya Chakri, canciller.
Más tarde, en 1771, Taksin decidió terminar la campaña camboyana asignando a Chao Phraya Chakri el mando de las fuerzas terrestres con el Príncipe Ang Non y el propio Taksin fue en su flota. Los siameses tomaron varias ciudades camboyanas y expulsaron a Narairaja del trono. Ang Non se instaló cuando Reamraja y Narairaja se convirtieron en Uparaja y la corte de Camboya rindió tributo a Thonburi.

## Guerras con Birmania
Taksin había consolidado el antiguo reino siamés con una nueva base en Thonburi. Sin embargo, los birmanos seguían dispuestos a librar guerras masivas para derrocar a los siameses de nuevo. Desde su base en Chiang Mai, invadieron Sawankhalok en 1770 pero los siameses pudieron repeler la invasión. Esto hizo que Taksin se diera cuenta de la importancia de Lanna como base de recursos para que los birmanos atacaran los territorios del norte. Si Lanna quedara bajo control siamés, las amenazas birmanas serían aniquiladas.
En esa época, Lanna, centrada en Chiang Mai, estaba gobernada por el general birmano Paw Myunguaun.  Fue el general que dirigió la invasión de Sawankhalok en 1770, pero fue contrarrestado por los ejércitos de Surasi de Pitsanulok de Chao Phraya. En el mismo año, los siameses fueron pioneros en una pequeña invasión de Chiang Mai pero no lograron ningún resultado fructífero.
En 1772, Paw Thupla, otro general birmano que había estado en guerra en Laos, se dirigió al oeste y atacó Pichai y Uttaradit. Los ejércitos de Pitsanulok repelieron una vez más las invasiones birmanas. Volvieron de nuevo en 1773 y esta vez Phraya' Pichai hizo que su legendaria espada se rompiera.

### Guerras sobre Lan na

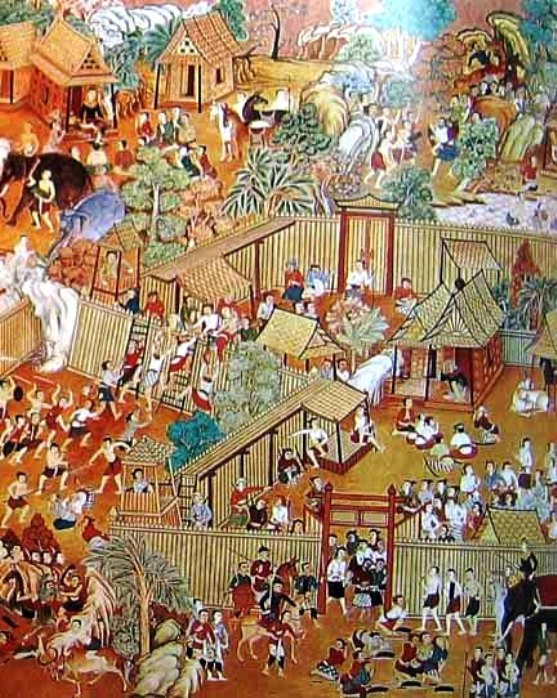
Batalla de Bangkeo en Ratchaburi

En 1774, Taksin ordenó a Chakri Chao Phrya y a Surasi Chao Phraya que invadieran Chiang Mai. Después de casi 200 años de dominio birmano, Lanna pasó a manos siamesas. Los dos Chao Phraya pudieron tomar Chiang Mai con la ayuda de los insurgentes locales contra Birmania y Taksin los nombró gobernantes locales: Phraya Chabaan como Phraya Vichianprakarn, el Señor de Chiangmai, Phraya Kawila como el Señor de Lampang y Phraya Vaiwongsa como Señor de Lampoon. Todos los señores rindieron homenaje a Thonburi. Paw Myunguaun y la autoridad birmana se retiraron a Chiang Saen.
Durante las campañas del norte de Taksin, los ejércitos birmanos aprovecharon la oportunidad para invadir Thonburi a través de Ta Din Daeng. Los birmanos acamparon en Bangkaew pero fueron rodeados por los ejércitos siameses comandados por Taksin. Durante más de un mes los birmanos habían estado encerrados en el sitio y miles de ellos murieron. Otros tantos se convirtieron en cautivos de los siameses.
En 1775 llegó la invasión más grande de los birmanos dirigida por  Maha Thiha Thura. En lugar de dividir las fuerzas que invadían de varias maneras, el Maha Thiha Thura agrupó la tropa de 30 000 guerreros directamente hacia Pitsanulok, cuyos habitantes eran sólo 10 000. Paw Thupla y Paw Myunguaun de Chiang Saen intentaron retomar Chiang Mai, pero fueron detenidos por los dos Chao Phrayas, que después de Chiang Mai se apresuraron a volver a Pitsanulok para defender la ciudad. Los enfrentamientos ocurrieron cerca de Pitsanulok.
Maha Thiha Thura dirigió a las tropas hacia Pitsanulok tan inmensamente que los siameses estuvieron a punto de caer. Cortó las líneas de suministro y atacó al ejército real. Los dos Chao Phraya decidieron abandonar Pitsanulok por lo que los birmanos pudieron entrar en la ciudad de forma victoriosa, pero debido a la muerte de Hsinbyushin el rey birmano el mismo año, tuvieron que retirarse.
Después de la muerte del rey birmano Hsinbyushin, los birmanos se vieron inmersos en sus propias luchas dinásticas. En 1776, el nuevo monarca Singusa envió a Maha Thiha Thura a invadir Lanna de nuevo con un ejército tan grande que el Señor Vichianprakarn de Chiang Mai tuvo que abandonar la ciudad. Chao Phraya Surasi y Lord  Kawila de Lampang retomaron Chiang Mai de los birmanos pero decidieron dejar la ciudad abandonada ya que no había personas para llenar la ciudad. No hubo más invasiones birmanas ya que Singu escenificó sus purgas dinásticas sobre los príncipes y sobre el propio Maha Thiha Thura.

## Expansiones

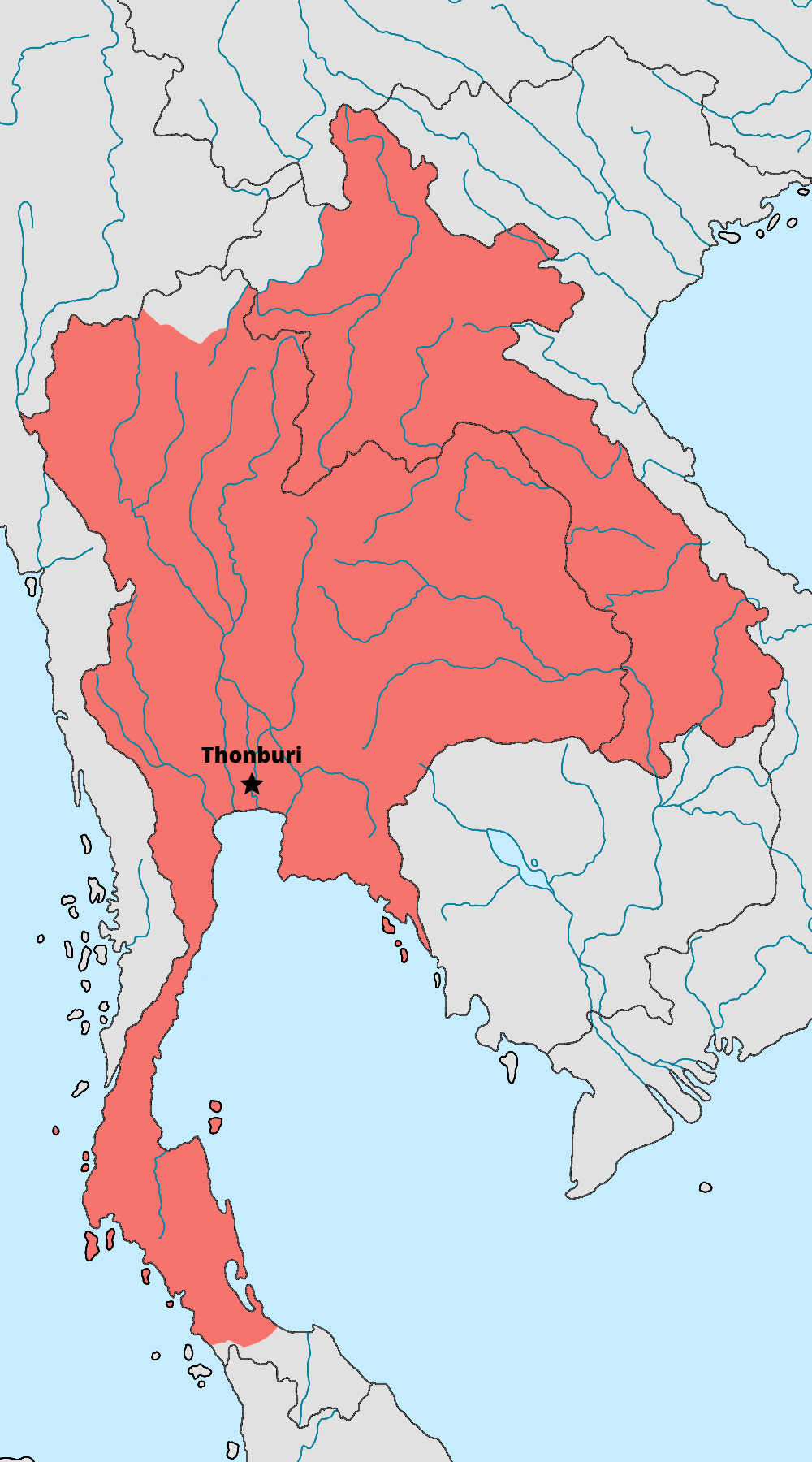
La esfera de influencia del Reino de Thonburi tras la vasallización de los reinos de Laos (Luang Prabang, Vientiane, Champasak) en 1778

En 1776, un gobernador de Nangrong, el moderno Nakhon Nayok, guerreó con el gobernador de Nakhon Ratchasima la ciudad cabecera de la región. El gobernador entonces buscó el apoyo del rey Sayakumane de Champasak. Esto se convirtió en un casus bellum para que Taksin enviara a Chao Phraya Chakri a conquistar Champasak. El rey Sayakumane huyó, pero fue capturado y detenido en Thonburi durante dos años hasta que fue enviado a gobernar su reino de nuevo en 1780 en homenaje a Thonburi. La campaña de Champasak le valió a Chakri el título de Somdet Chao Phraya Maha Kasatseuk. Taksin inventó el título Somdet Chao Phraya para un  mandarín con el mismo honor que una realeza.
En 1778, un mandarín laosiano llamado Phra Wo buscó apoyo siamés contra el rey Bunsan de Vientiene pero fue asesinado por el rey laosiano. En 1779, Taksin envió a las tropas encabezadas por los dos famosos hermanos comandantes, Phraya Chakri y su hermano, Phraya Surasi, para subyugar a Vientiene. Al mismo tiempo, el rey Suriyavong de Luang Prabang se sometió a Thonburi y se unió a la invasión de Vientiene. El rey Bunsan huyó y se escondió en los bosques, pero más tarde se entregó a los siameses y la familia real de Vientiene fue deportada a Thonburi como rehenes. Las fuerzas de Thonburi se llevaron dos valiosas imágenes de Buda, los iconos simbólicos de Vientiane, como son el Buda Esmeralda y Phra Bang, a Thonburi. Entonces los tres reinos laosianos se convirtieron en tributarios siameses y permanecieron bajo su dominio durante otros cien años.

### Territorio
El reino bajo el dominio de Taksin era mucho más pequeño que en los tiempos de Ayutthaya. Incluía las siguientes provincias: Thon Buri, Ayutthaya, Ang Thong, Singburi, Lopburi, Uthai Thani, Nakhon Sawan, Chachoengsao, Prachinburi, Nayok Nakhon, Chonburi, Rayong, Chantaburi, Trat, Nakhon Chai Si, Nakhon Pathom, Suphanburi, Ratchaburi, Samut Sakhon, Samut Songkhram, Phetchaburi, Kanchanaburi, y Prachuap Khiri Khan.
A lo largo de su reinado, el rey Taksin llevó a cabo su política de expansión en las siguientes direcciones:
- En el norte, incluyendo todo Lanna, expulsaron a los birmanos y los aliados locales se convirtieron en la subyugación de Thonburi.
- En el sur, incluía Syburi, la actual Kedah y Trengganu en Malasia.
- En el este, fue sometida Camboya. Sus fuerzas incluso atacaron.
- En el noreste, incluyendo Vientiane, Phuan, Luang Phrabang, y Hua Phan Ha Thang Hok.
- En el sudeste, incluyendo Phutthaimat (Hà Tiên en Vietnam hoy).
- En el oeste, hasta Mergui y Tenasserim en Myanmar en el Océano Índico.[4][5]

## Economía

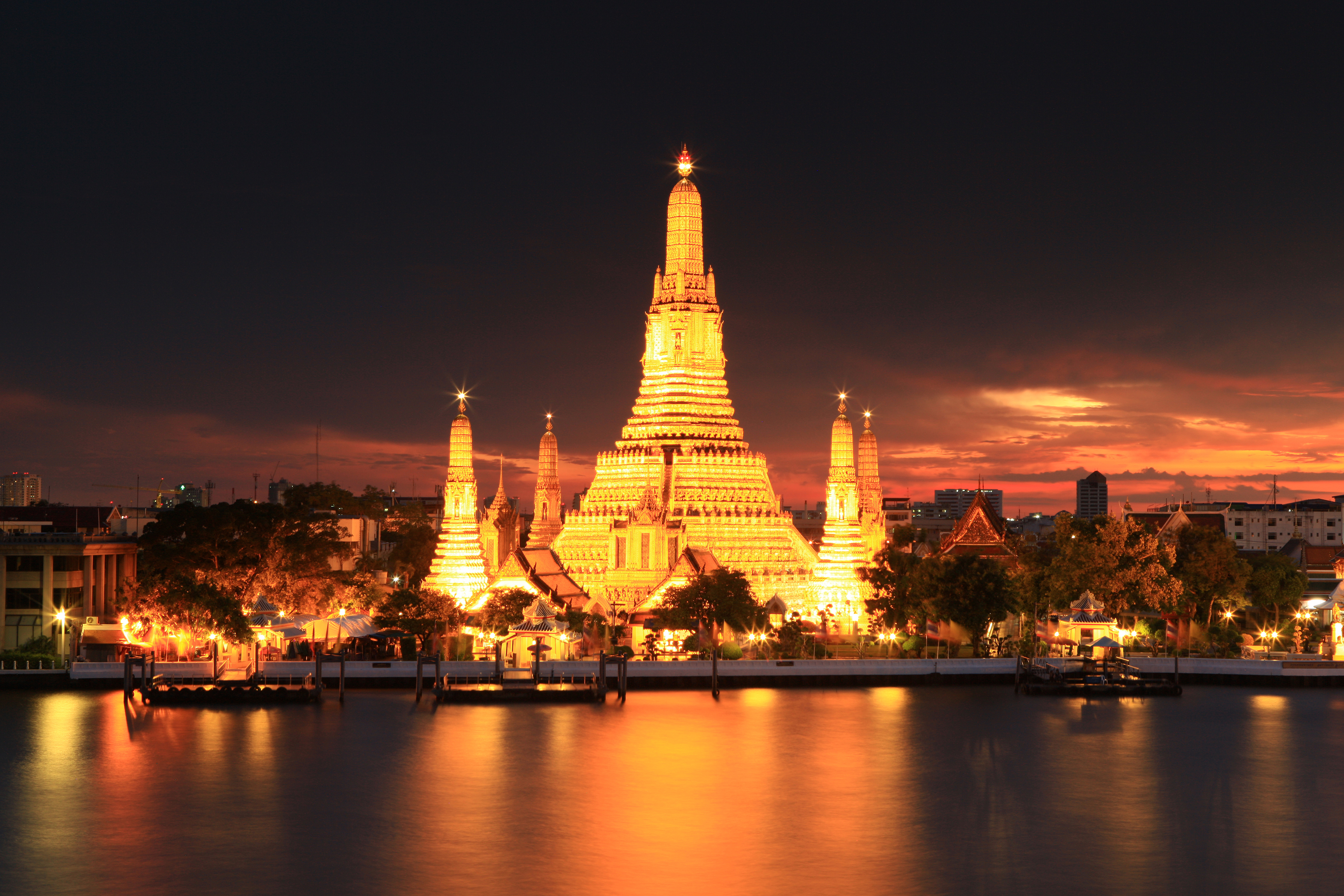
Wat Arun, Thonburi

Los años de guerra y las invasiones birmanas impidieron que los campesinos trabajaran en actividades agrícolas. La mayoría de las personas habían sido deportadas a Birmania en la caída de Ayutthaya en 1767 y la falta de mano de obra se convirtió en la principal fuente de los problemas. Taksin había hecho todo lo posible para animar a la gente a salir de los escondites del bosque y promover la agricultura. En 1773 promulgó el Tatuaje de alistamiento que dejó una marca permanente en los cuerpos de los plebeyos, impidiendo que huyeran o se movieran. La práctica continuó hasta bien entrado el tiempo de Rattanakosin hasta que el Rey Chulalongkorn abolió este castigo. Como Taksin pertenecía a una familia mercantil china, vendió sus propiedades y pertenencias tanto reales como familiares para subvencionar la producción mediante la entrega de dinero a los trabajadores. Esto resultó ser un alivio temporal para tal declive económico. Sin embargo, la economía siamesa después de las catástrofes necesitó tiempo para rehabilitarse.
El propio Taksin también encargó misiones comerciales a los países vecinos para devolver a Siam al mundo exterior, principalmente con China. En 1781 envió varias misiones con homenajes a la Qing para reanudar las relaciones diplomáticas y comerciales.

## Problemas políticos y económicos

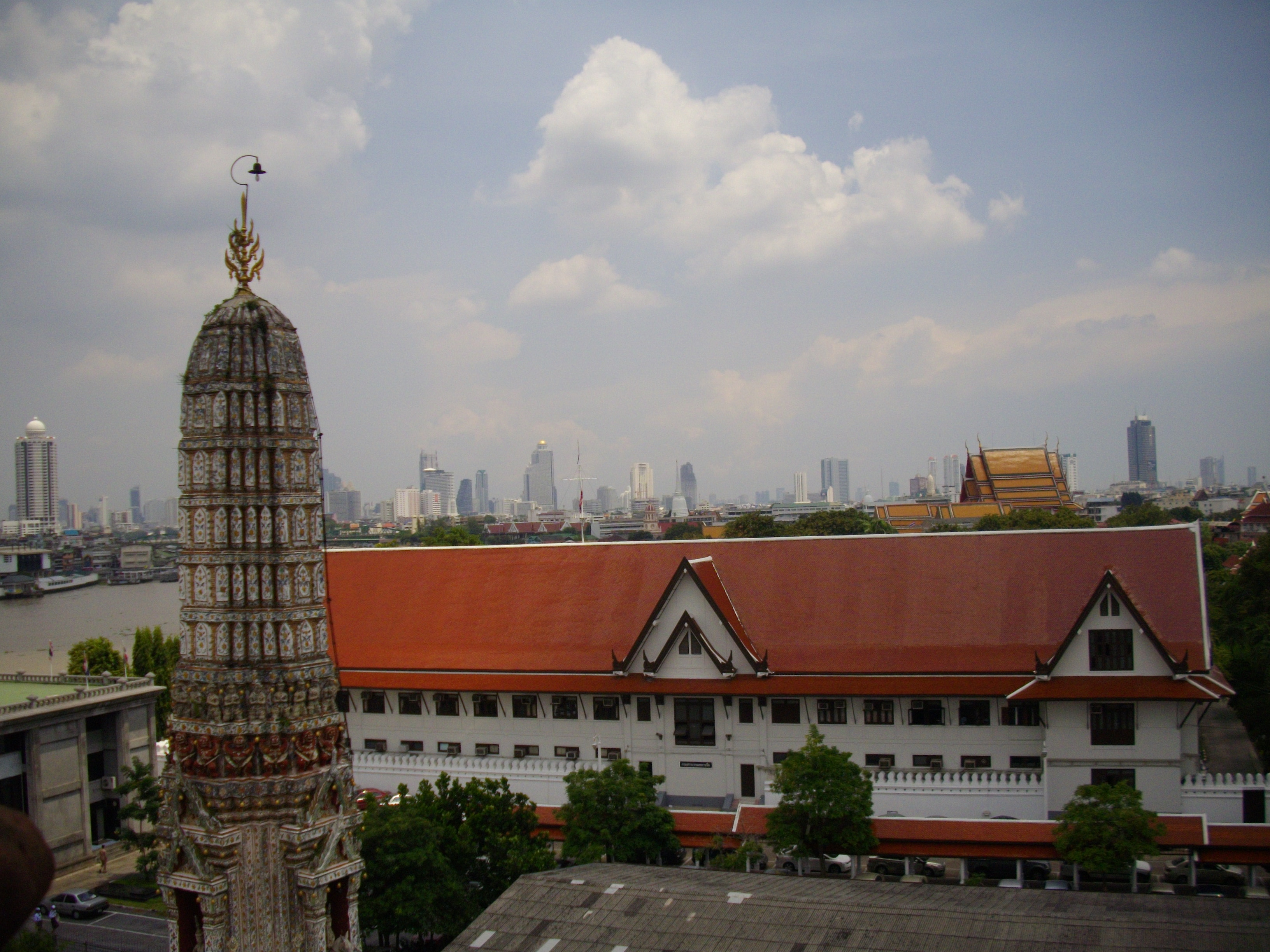
Phra Racha Wang Derm, el antiguo palacio real del rey Taksin, ahora utilizado como cuartel general de la Royal Thai Navy, vista desde Phra Prang de Wat Arun, Thonburi, Bangkok

Thonburi comenzó a formar su sociedad. Taksin reunía recursos de las guerras y trataba con mercaderes chinos. Los principales grupos de personas en Thonburi eran tailandeses locales, "phrai" o "plebeyos", chinos, laosianos, jemeres, mons. A algunos poderosos comerciantes chinos que comerciaban en la nueva capital se les concedieron títulos oficiales. Después del rey y sus parientes, los oficiales eran poderosos. Tenían números de "phrai", plebeyos que fueron reclutados como fuerzas. Los funcionarios de Thonburi se ocupaban principalmente de asuntos militares y de "negocios".
A pesar de los éxitos de Taksin, en 1779 el rey Taksin estaba en problemas. Fue registrado en las gacetas de Rattanahosin y en los relatos de los misioneros como un maníaco, insultando a los monjes budistas de alto rango, proclamándose a sí mismo como una "figura divina" o «Cuatro etapas de iluminación» o sotapanna. Los misioneros extranjeros también fueron purgados de vez en cuando. Sus funcionarios, principalmente de origen chino, están divididos en facciones, una de las cuales aún lo apoya, pero la otra no. La economía también estaba en crisis, la hambruna devastó la tierra, la corrupción y los abusos de poder eran desenfrenados, el monarca intentó restaurar el orden mediante duros castigos que llevaron a la ejecución de un gran número de funcionarios y comerciantes, en su mayoría chinos étnicos, lo que a su vez provocó un creciente descontento entre los funcionarios.
En 1782 Thonburi envió un enorme ejército para someter de nuevo a reinos cercanos como Camboya y los principados laosianos, pero mientras estaban fuera, estalló una rebelión encabezada por un poderoso oficial. Los rebeldes finalmente controlaron la capital, obligando al rey a dimitir. Se dice que a Taksin se le permitió ser monje. Más tarde, al general Phraya Chakri, comandante en jefe del ejército de Camboya, que contaba con un amplio apoyo popular entre los funcionarios, se le ofreció el trono al comandante en jefe del rey Taksin cuando éste regresaba de Camboya y destituía oficialmente al rey Taksin de su monacato. Taksin fue ejecutado en secreto poco después.

## Establecimiento de Rattanakosin
Después de la ejecución, el comandante en jefe asumió el trono del reino de Thonburi como rey Ramathibodi o Rama I.
El rey Rama I trasladó su sede real a través del río Chao Phraya a la aldea de Bang-Koh (que significa "lugar de la isla") que había construido. La nueva capital fue establecida en 1782 y llamada Rattanakosin. Thon Buri siguió siendo una ciudad y provincia independiente, hasta que se fusionó con Bangkok en 1971.